# Chichester Parkinson-Fortescue (1er baron Carlingford)
Pour les articles homonymes, voir Fortescue.
Chichester Samuel Parkinson-Fortescue, (18 janvier 1823-30 janvier 1898), connu sous le nom de Chichester Fortescue puis de Chichester Parkinson-Fortescue, est un homme politique libéral britannique du XIXe siècle.

## Jeunesse et éducation
Né Chichester Fortescue, il est le fils de Chichester Fortescue (décédé en 1826), député de Hillsborough au Parlement irlandais. Il vient d'une vieille famille anglo-irlandaise installée en Irlande depuis l'époque de Faithful Fortescue (en) (1581-1666), dont l'oncle, Arthur Chichester (1er baron Chichester), est Lord Deputy. L'histoire de la famille est écrite par son frère aîné, Thomas Fortescue (1er baron Clermont), qui en 1852 est créé baron Clermont. Sa mère est Martha Angel, fille de Samuel Meade Hobson. Carlingford fait ses études à Christ Church, à Oxford, où il suit une première en classiques (1844) et remporte l'essai en anglais du chancelier (1846) . En 1863, il prend le nom de famille supplémentaire de Parkinson comme héritier du mari de sa tante William Parkinson Ruxton.

## Carrière politique
En 1847, il est élu au Parlement pour Louth en tant que libéral. Il est devenu Lords du Trésor junior en 1854 sous Lord Palmerston, un poste qu'il occupe jusqu'en 1855, et est ensuite sous-secrétaire d'État aux Colonies sous Palmerston entre 1857 et 1858 et 1859 et 1865. Il est admis au Conseil privé en 1864 et l'année suivante, il est nommé Secrétaire en chef pour l'Irlande sous Lord Russell, poste qu'il occupe de nouveau sous William Ewart Gladstone de 1868 à 1871 (cette fois avec un siège au cabinet). En 1866, il est également admis au Conseil privé irlandais. Il est ensuite président de la Chambre de commerce entre 1871 et 1874. La dernière année, il est élevé à la pairie en tant que baron Carlingford, de Carlingford, dans le comté de Louth .
Il sert plus tard sous Gladstone comme Lord du sceau privé entre 1881 et 1885 et comme Lord président du Conseil entre 1883 et 1885. En 1882, il est nommé chevalier de l'Ordre de St Patrick. Il s'est séparé de Gladstone sur la question du Home Rule (Irlande), mais les années précédentes, il est son partisan actif des questions irlandaises.

## Vie privée

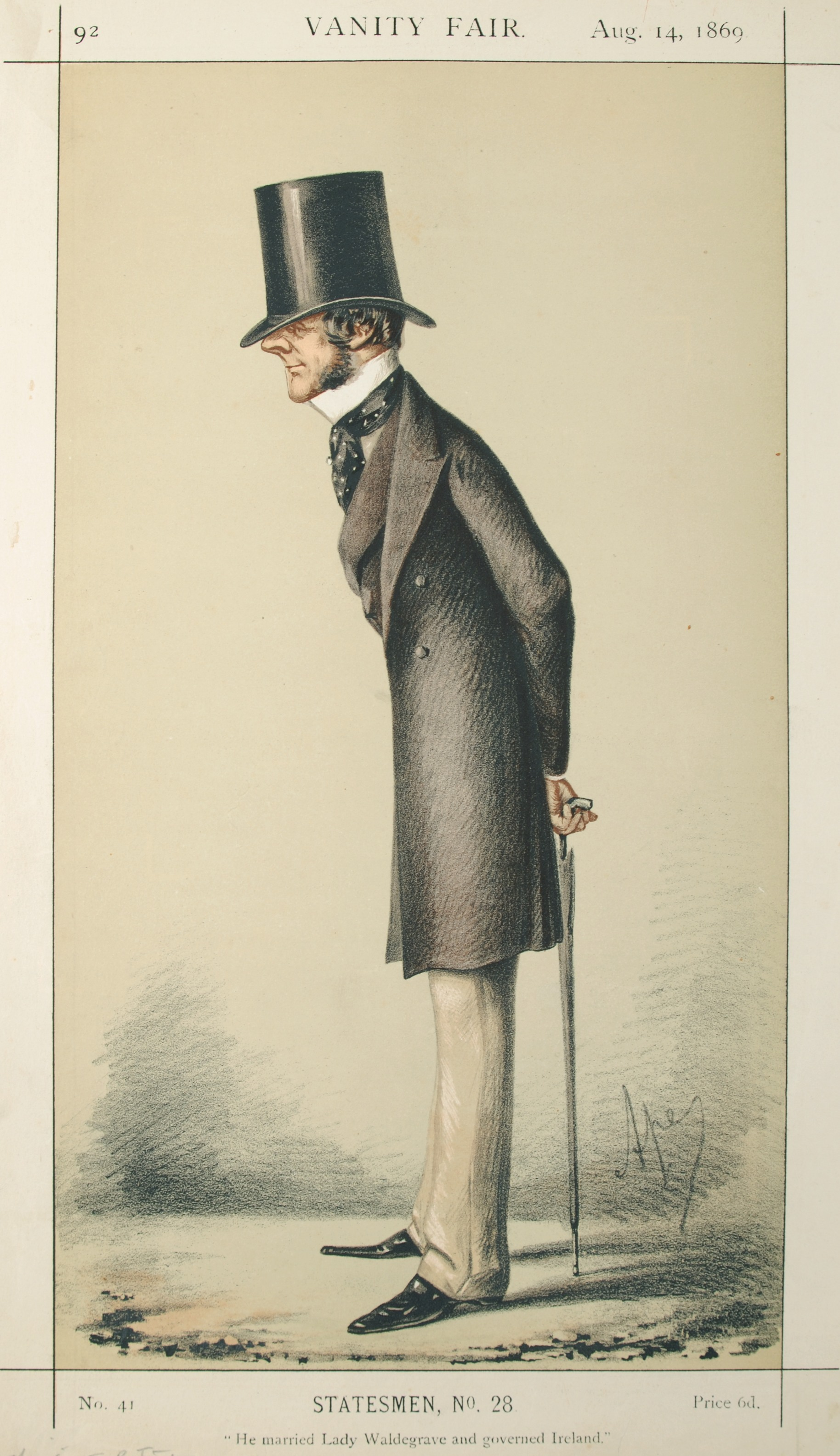
Lord Carlingford caricaturé par Ape dans Vanity Fair, 1869

Lord Carlingford épouse Frances Elizabeth Anne, comtesse Waldegrave, fille de John Braham, en 1863. Elle a été mariée trois fois auparavant, la deuxième fois au 7e comte Waldegrave. Il n'y a pas d'enfants issus du mariage. L'influence de Carlingford dans la société lui est due en grande partie. Elle est décédée en juillet 1879, à l'âge de 58 ans.
En 1887, le frère de Carlingford, Lord Clermont, meurt, et Carlingford hérite de sa pairie selon un reste spécial, après quoi il est connu sous le nom de Lord Carlingford et Clermont.
Il meurt à Marseille, France, en janvier 1898, à l'âge de 75 ans. Ses deux titres s'éteignent à sa mort faute d'héritiers car il n'a pas eu d'enfants.

## Sources
- Matthew, H. C. G. "Fortescue, Chichester Samuel Parkinson- , Baron Carlingford and second Baron Clermont (1823–1898)". Oxford Dictionary of National Biography (online ed.). Oxford University Press. doi:10.1093/ref:odnb/9938. (Subscription or UK public library membership required.)
- Rigg, James McMullen (1901). "Fortescue, Chichester Samuel" . Dictionary of National Biography (1st supplement). London: Smith, Elder & Co.